# Estudi en escarlata
Estudi en escarlata (títol original: A Study in Scarlet) és una novel·la de l'escriptor escocès sir Arthur Conan Doyle, publicada el 1887. És la primera de les quatre novel·les de Conan Doyle protagonitzada pel detectiu Sherlock Holmes, en la qual el personatge és presentat per primera vegada. Com en la majoria de les narracions protagonitzades per Holmes, és el seu company, el Dr. John Watson, qui narra la història.
Va ser traduït al català per Elisenda Franquesa, amb un pròleg de Jaume Fuster.

## Resum argumental

### Part I: Les memòries de Watson

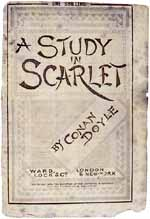
Primera edició del llibre

La primera part comença amb un encapçalament que estableix el paper del Dr. Watson com a narrador i que el punt de vista narratiu del treball que segueix no és ficció, sinó fets: essent "una reimpressió de les memòries de John H. Watson, doctor en Medicina, del cos de metges de l'exèrcit."
La història comença el 1881, quan el doctor Watson, que torna a Londres després de servir a la Segona guerra angloafganesa, visita el restaurant Criterion i es troba amb un vell amic anomenat Stamford, que havia estat ajudant seu al St Bartholomew's Hospital. Watson explica a Stamford que, a causa d'una lesió de l'espatlla que va patir a la batalla de Maiwand, s'ha vist obligat a abandonar els serveis armats i ara busca un lloc on viure, abans que se li acabi la pensió. Stamford esmenta que un conegut seu, Sherlock Holmes, està buscant a algú per compartir el lloguer d'un pis del 221B Baker Street, però adverteix a Watson sobre les excentricitats de Holmes.
Stamford acompanya a Watson al St Bartholomew on, en un laboratori, troben a Holmes experimentant amb un reactiu, buscant una prova per detectar l'hemoglobina humana. Holmes explica la importància de les taques de sang com a prova en processos delictius. Després que Stamford presenti Watson a Holmes, Holmes sacseja la mà de Watson i comenta: "Percebo que ha estat a l'Afganistan". Tot i que Holmes decideix no explicar per què ha fet el comentari, Watson planteja el tema dels seus interessos comuns de viure a Londres i Holmes explica que ha trobat el lloc perfecte a Baker Street. A petició de Holmes, els dos revisen els seus nombrosos defectes per assegurar-se que poden viure junts. Després de veure les habitacions del 221B, es traslladen i s'acostumen a la seva nova situació.
Watson està sorprès per Holmes, que té un profund coneixement de la química i la literatura sensacionalista, un coneixement molt precís però esbiaixat de la geologia i la botànica però gairebé nul de literatura, astronomia, filosofia i política. Holmes també té diversos convidats que el visiten a diferents intervals durant el dia.
Després de moltes especulacions per part de Watson, Holmes revela que és un "detectiu consultor" i que els convidats són clients. Davant dels dubtes de Watson sobre algunes de les seves afirmacions, Holmes dedueix a Watson que aquell visitant, un missatger d'Scotland Yard, també és un sergent de la marina retirat. Quan l'home ho confirma, Watson queda sorprès per la capacitat de Holmes de percebre detalls i relacionar-los.
Holmes llegeix el telegrama en el que se li sol·licita una consulta en un nou cas d'assassinat. Ell es mostra reticent a ajudar-lo, ja que el mèrit recauria íntegrament als funcionaris. Watson el convida a reconsiderar-ho i Holmes el convida a acompanyar-lo mentre investiga l'escena del crim, una casa abandonada de la carretera de Brixton.

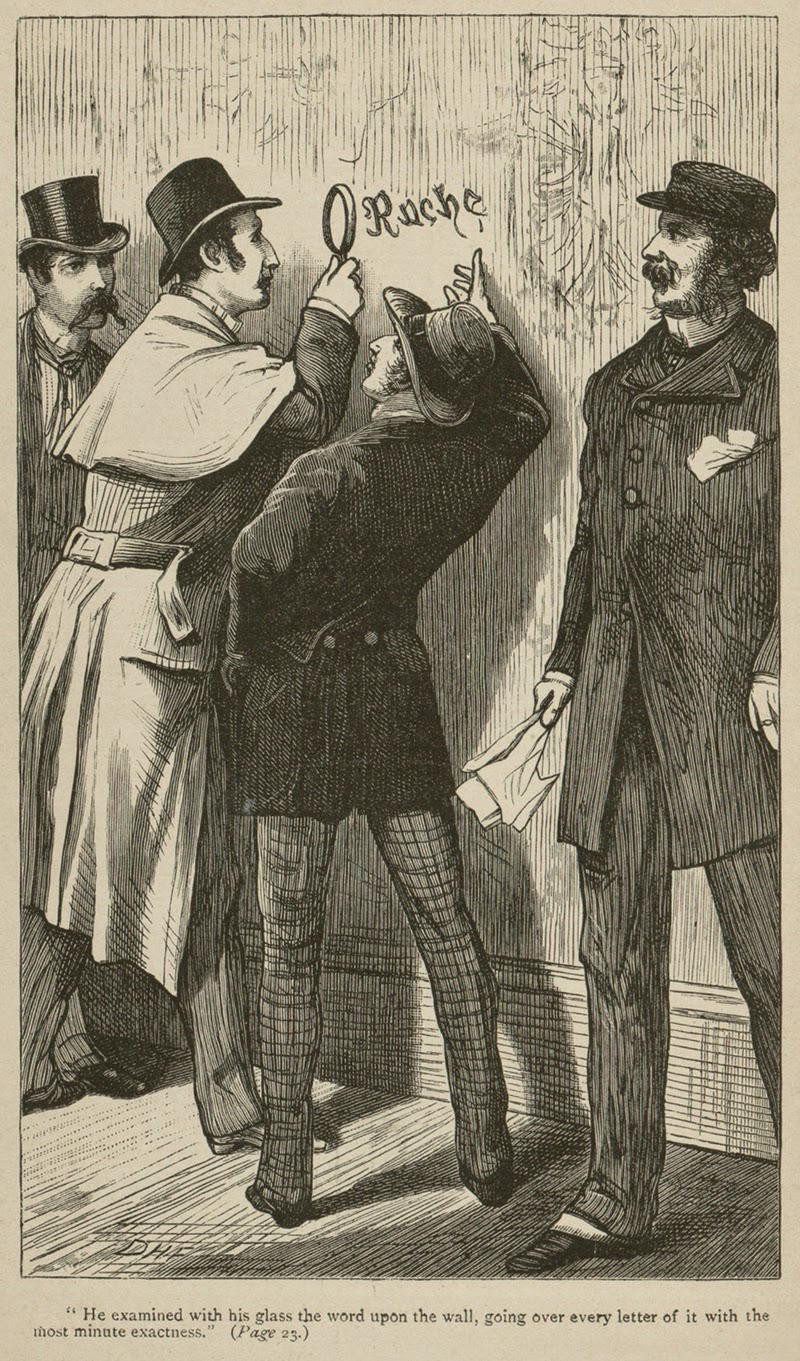
Il·lustració original de Holmes amb una lupa, de David Henry Friston. D'esquerra a dreta: Watson, Holmes, Lestrade, Gregson

Holmes observa el paviment i el jardí que condueixen a la casa, abans que ell i Watson es trobin amb els inspectors Gregson i Lestrade. Els quatre observen l'escena del crim, en la qual Holmes fa servir una lupa i una cinta mètrica. Segons ell, el cadàver masculí ha estat identificat com un home molt ric, anomenat Enoch Drebber. S'ha trobat sang a l'habitació, però no hi ha ferides al cos. A partir dels documents trobats amb ell, també esbrinen que era a Londres amb el seu secretari, Joseph Stangerson. En una paret, escrita amb sang, hi ha "RACHE". Corregint una teoria errònia de Lestrade, Holmes remarca que és la paraula alemanya "venjança". A continuació, dedueix que la víctima va morir per verí i proporciona una descripció de l'assassí: sis metres d'alçada, peus desproporcionadament petits, pell colorida, botes de sola quadrada i fuma un cigar de Trichinopoly. Les seves ungles de la mà dreta són llargues i va arribar amb un cotxe, el cavall del qual tenia tres ferradures velles i una de nova. Holmes diu que "RACHE" era un truc per enganyar a la policia. En moure el cos de Drebber, la parella descobreix l'anell d'or de noces d'una dona. Tot seguit, Holmes i Watson visiten la casa de l'agent que va descobrir el cadàver, al qual li paguen una compensació per les molèsties. Obtenen poca informació que Holmes encara no sabia, com ara que un presumpte borratxo havia intentat apropar-se a l'escena del crim. Holmes renya a l'oficial per no adonar-se que aquest era el mateix assassí disfressat. Marxen i Holmes explica que l'assassí va tornar en adonar-se que havia oblidat l'anell de noces.
Holmes envia alguns telegrames que inclouen una comanda per a un anunci de premsa sobre l'anell. També en compra un facsímil. Suposa que l'assassí, que ja havia tornat a l'escena del crim per l'anell, vindria a recuperar-lo. L'anunci és contestat per una dona gran, que diu que l'anell pertany a la seva filla. Holmes li dona el duplicat, la segueix i torna a Watson amb la història: ella va agafar un cotxe i ell va saltar a la part posterior, però en aturar-se es va adonar que havia desaparegut. Això fa que Holmes cregui que era el còmplice de l'assassí disfressat.
L'endemà, Gregson visita Holmes i Watson, dient-los que ha arrestat un sospitós. Havia anat a la pensió de la senyora Charpentier, on Drebber i Stangerson havien quedat abans de l'assassinat. Va saber per ella que Drebber, un borratxo, havia intentat fer un petó a la filla de la senyora Charpentier, Alice, la qual cosa va causar el seu desallotjament immediat. No obstant això, Drebber va tornar més tard aquella nit i va intentar segrestar a Alice, cosa que va provocar que el seu germà gran l'ataqués. Va intentar perseguir a Drebber amb un garrot, però va afirmar haver-lo perdut de vista. Gregson el té detingut per aquesta prova circumstancial.

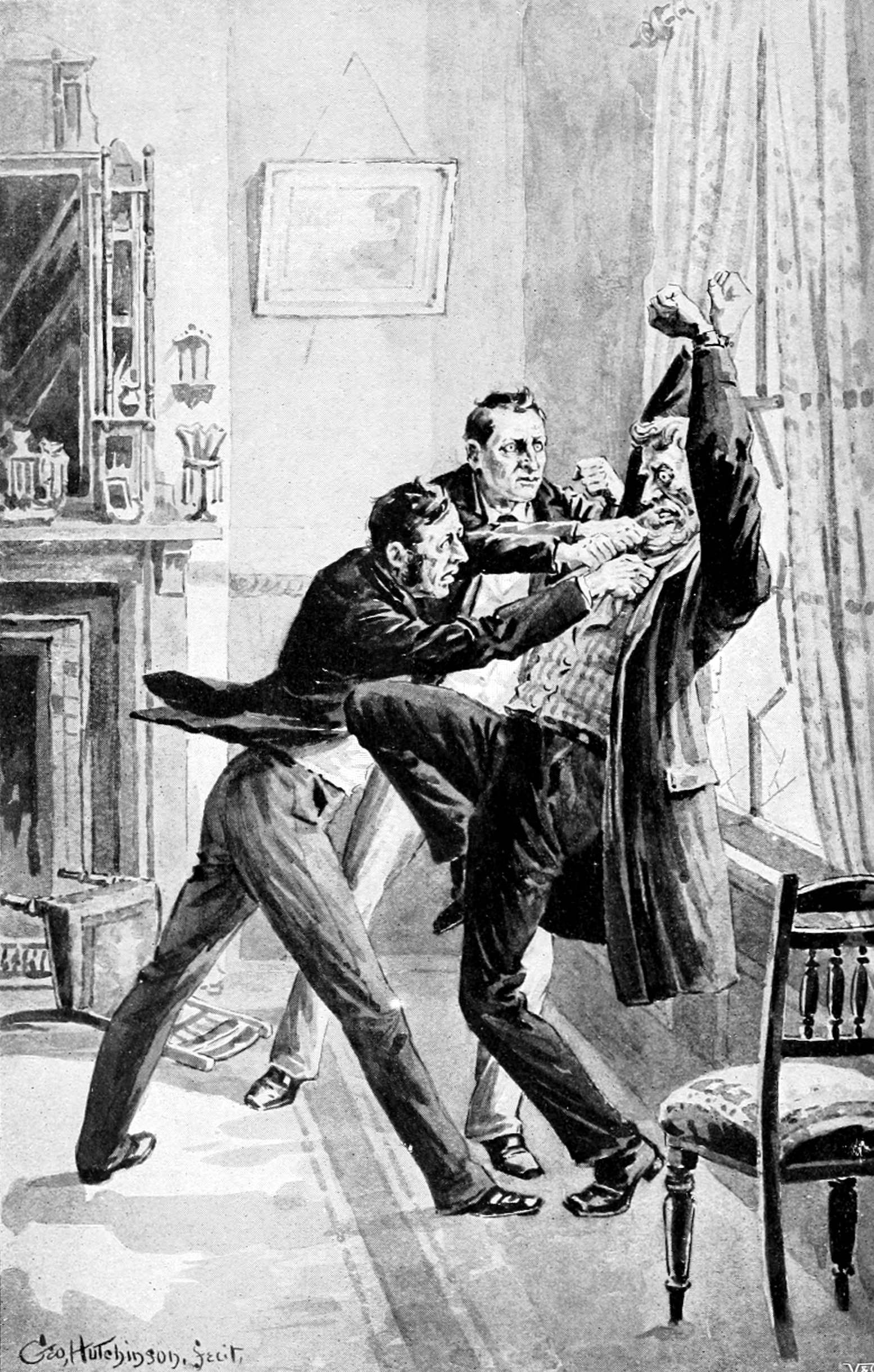
Il·lustració de George Wylie Hutchinson (1892); Hope és arrestat.

Lestrade arriba a continuació i revela que Stangerson ha estat assassinat. Lestrade havia anat a interrogar a Stangerson després d'esbrinar on s'estava allotjant. El seu cos va ser trobat mort a prop de la finestra de l'hotel, apunyalat al cor. Per sobre del seu cos hi havia escrit "RACHE". Les úniques coses que Stangerson tenia amb ell eren una novel·la, una pipa, un telegrama que diu "J.H. és a Europe" i una petita capsa que conteé dues pastilles. Lestrade encara té la capseta amb les pastilles. Holmes prova les pastilles en un vell i malaltís terrier escocès a la seva residència de Baker Street. La primera pastilla no produeix cap efecte evident, el segon mata el terrier. Holmes dedueix que una era inofensiva i l'altre era un verí.
Just en aquest moment arriba un nen del carrer molt jove anomenat Wiggins. És el líder dels irregulars de Baker Street, un grup de nens sense sostre que ajuden a Holmes de tant en tant. Wiggins afirma que ha demanat el cotxe que volia Holmes. Holmes ho envia a buscar el cotxer, afirmant que necessita ajuda amb el seu equipatge. Quan el taxista arriba a les escales i s'inclina per agafar l'equipatge, Holmes l'emmanilla i el subjecta. A continuació, anuncia que el cotxer captiu és Jefferson Hope, l'assassí de Drebber i Stangerson.

### Part II: "El país dels Sants"
La història fa un salt a la vall de Salt Lake a Utah el 1847, on John Ferrier i una nena anomenada Lucy, els únics supervivents d'un petit grup de pioners, descansen a prop d'una roca a punt de morir de deshidratació i de fam. Són descoberts per un nombrós grup de Sants dels Darrers Dies dirigit per Brigham Young. Els mormons rescaten Ferrier i Lucy amb la condició que adoptin i visquin sota la seva fe. Ferrier, que ha demostrat ser un caçador capaç, adopta Lucy i se li dona una generosa subvenció de terreny per construir la seva granja després que el grup construeixi Salt Lake City. Anys més tard, Lucy es fa amiga i s'enamora d'un home anomenat Jefferson Hope.
Lucy i Hope es comprometen, amb la cerimònia que tindrà lloc després del retorn de Hope d'un viatge de feina de dos mesos. Tanmateix, Young visita Ferrier i li revela que el matrimoni de Lucy amb Hope, un no-mormó, és contrari a la religió. Afirma que Lucy hauria de casar-se amb Joseph Stangerson o Enoch Drebber, ambdós fills de membres del Consell dels Quatre de l'església, tot i que Lucy podria triar quin. Ferrier i Lucy tenen un mes per decidir.
Ferrier, que ha jurat que mai no casarà amb la seva filla amb un mormó, immediatament demana ajuda a Hope. Quan Stangerson i Drebber el visiten, Ferrier s'enfada pels seus arguments sobre Lucy i els expulsa. Cada dia, però, el nombre de dies que ha deixat Ferrier per casar-se amb Lucy està pintat en algun lloc de la seva granja enmig de la nit. Finalment Hope arriba a la vigília de l'últim dia, i s'escapa amb la seva enamorada i el seu pare adoptiu lluny de Salt Lake City. No obstant això, mentre està caçant menjar, Hope torna amb una vista horrible: una tomba improvisada per al vell Ferrier. Lucy no hi és. Determinat per dedicar la seva vida a la venjança, Hope torna a Salt Lake City, on descobreix que Stangerson va assassinar Ferrier i que Lucy s'ha casat per la força amb Drebber. Lucy mor un mes després per un cor trencat; Drebber, que va heretar la granja de Ferrier, s'havia fet ric després de convertir la terra en efectiu i és indiferent a la mort de Lucy. Hope, aleshores, entra a casa de Drebber la nit anterior al funeral de Lucy per besar-li el cos i treure-li l'anell de noces. Jurant venjar-se, Hope aguaita la ciutat i està a punt a matar a Drebber i Stangerson en nombroses ocasions.
Hope comença a patir un aneurisma aòrtic, que el fa deixar les muntanyes per guanyar diners i recuperar-se. Quan torna diversos anys més tard, descobreix que Drebber i Stangerson han marxat de Salt Lake City després d'un cisma entre els mormons. Hope cerca al llarg dels Estats Units, i finalment els troba a Cleveland. Drebber fa arrestar Hope presentant-lo com un vell rival. Alliberat de la presó, Hope esbrina que la parella ha anat Europa, on els segueix la pista durant un mes (Sant Petersburg, Rússia; Copenhaguen, Dinamarca; París, França) i finalment desembarquen a Londres.
Aquesta és la història que Hope emmanillat explica de bon grat a Holmes, Lestrade, Gregson i Watson. A Londres, Hope s'havia fet cotxer i finalment havia trobat a Drebber i Stangerson a l'estació de tren d'Euston, a punt de sortir de Liverpool cap als Estats Units. Després d'haver perdut el primer tren, Drebber va ordenar a Stangerson que esperés a l'estació i després va tornar a casa de Madame Charpentier. Després d'un enfrontament amb el fill de Madame Charpentier, Drebber va pujar al cotxe de Hope i va estar bevent durant diverses hores. Finalment, Hope el va portar a la casa de Brixton Road, on Drebber va entrar borratxo creient que era un hotel. Hope va obligar a Drebber a reconèixer-lo i a triar entre dues pastilles, una de les quals era inofensiva i l'altre era un verí. Drebber va prendre la píndola enverinada i, mentre moria, Hope li va mostrar l'anell de noces de Lucy. L'emoció, juntament amb el seu aneurisma, va causar que el seu nas sagnés i va utilitzar la sang per escriure "RACHE" a la paret sobre Drebber.
Quan Hope va tornar al seu taxi, es va adonar que havia oblidat l'anell de Lucy, però entornar a la casa, va trobar l'agent Rance i altres agents de la policia, a qui va evadir fent-se el borratxo. A continuació, va fer que una amiga es fes passar per una dona gran per recollir el suposat anell de l'anunci de Holmes.
Hope va començar a buscar l'habitació de Stangerson a l'hotel; però Stangerson, en saber de l'assassinat de Drebber, es va negar a sortir. Hope va entrar a l'habitació per la finestra i va donar a Stangerson la mateixa elecció de pastilles, però en ser atacat i gairebé estrangulat per Stangerson, es va veure obligat a apunyalar-li el cor. S'havia quedat a Londres només per guanyar prou diners per tornar als Estats Units, tot i que admet que després de vint anys de venjança, ara no té res per viure ni preocupar-se.
Després de confessar, Holmes i Watson tornen a Baker Street; Hope es mor pel seu aneurisma la nit abans de comparèixer al jutjat, amb un somriure a la cara. Un matí, Holmes li revela a Watson com havia deduït la identitat de l'assassí [usant la pista de l'anell de casament, havia deduït el nom d'un telegrama a la policia de Cleveland sobre el matrimoni de Drebber] i com havia utilitzat els irregulars, als que anomena "àrabs de carrer", per buscar un xofer amb aquest nom. A continuació, mostra el diari de Watson; Lestrade i Gregson reben el reconeixement exclusiu. Indignat, Watson afirma que Holmes hauria d'escriure l'aventura i publicar-la. Davant la negativa de Holmes, Watson decideix fer-ho ell mateix.

## Publicació
Conan Doyle va escriure la novel·la a l'edat de 27 anys en menys de tres setmanes. Essent metge de capçalera a Southsea, Portsmouth, ja havia publicat relats curts en diverses publicacions, com ara la revista London Society. Originalment, la història va ser titulada A Tangled Skein (Una madeixa embolicada) i, finalment, va ser publicada per Ward Lock & Co. al Beeton's Christmas Annual de 1887, després de ser rebutjada en nombroses ocasions. L'autor va rebre 25 lliures a canvi dels drets complets (malgrat que Conan Doyle havia pressionat per obtenir-ne royalties). Va ser il·lustrada per David Henry Friston. La novel·la es va publicar per primera vegada com a llibre el juliol de 1888 per Ward, Lock & Co. i va comptar amb dibuixos del pare de l'autor, Charles Doyle. L'any següent en va aparèixer una segona edició, que va ser il·lustrada per George Hutchinson. Un any després, el 1890, J. B. Lippincott & Co. va editar-ne la primera versió americana. Des de llavors n'han aparegut nombroses edicions, traduccions i dramatitzacions.

## Adaptacions
A més de ser la primera novel·la de Sherlock Holmes publicada, Estudi en escarlata va ser de les primeres a adaptar-se a la pantalla. L'any 1914, Conan Doyle autoritzà la producció d'una pel·lícula muda produïda per G. B. Samuelson. Holmes va ser interpretat per James Bragington, un comptable que només va fer d'actor en aquesta ocasió en tota la seva vida. Va ser contractat per la seva semblança amb Holmes, tal com es presentava en els esbossos publicats originalment amb la història. Com que les primeres pel·lícules mudes estaven rodades emprant materials pobres i l'arxiu de pel·lícules era poc freqüent, ara és una pel·lícula perduda. L'èxit de la pel·lícula va permetre que se'n produïs una segona versió aquell mateix any per Francis Ford, que també s'ha perdut.
La pel·lícula de 1933 titulada A Study in Scarlet, protagonitzada per Reginald Owen com a Sherlock Holmes i Anna May Wong com a senyora Pyke, no té cap relació argumental amb la novel·la. A banda de Holmes, Watson, la sra. Hudson i l'inspector Lestrade, les úniques connexions amb el cànon de Holmes són els noms de personatges (Jabez Wilson, etc.) La trama és molt similar a la usada, anys més tard, en la novel·la d'Agatha Christie Deu negrets.
El llibre ha estat adaptat poques vegades de forma íntegra, però exemples notables van ser un episodi emès el 23 de setembre de 1968 a la segona temporada de la sèrie de televisió de la BBC Sherlock Holmes, amb Peter Cushing en el paper principal i Nigel Stock com a doctor Watson, que afegeixen més detalls a la història, incloent l'actor que reivindica l'anell; el segon episodi de l'adaptació de la televisió soviètica de 1979, Sherlock Holmes i el doctor Watson (el primer episodi combina la història de la seva trobada amb L'aventura de la banda de llunes; el segon episodi adapta el cas real de Jefferson Hope; una versió animada de 1983 produïda per Burbank Films Australia, amb Peter O'Toole posant veu a Holmes; Estudi en escarlata va ser el primer episodi de Sherlock Holmes de la BBC Radio 4 el 1989, dramatitzat per Bert Coules i protagonitzat per Clive Merrison com a Holmes, Michael Williams com a Watson, Donald Gee com a inspector Lestrade i John Moffatt com a inspector Gregson; i un episodi de 2007 de la sèrie de ràdio nord-americana The Classic Adventures of Sherlock Holmes. Tant en l'adaptació televisiva de 1968 amb Peter Cushing com en la versió animada de 1983 amb Peter O'Toole, la història canvia en la mesura que Holmes i Watson ja es coneixen i viuen al 221-B de Baker Street durant un cert temps.
Altres adaptacions només utilitzen les parts de la primera secció del llibre en la qual s'estableix la relació de Holmes i Watson. La sèrie de televisió de Ronald Howard i Howard Marion-Crawford (1954) va utilitzar aquesta secció del llibre com a base per a l'episodi "El cas del patrimoni de Cunningham".
Steven Moffat va adaptar vagament Estudi en escarlata amb el primer episodi de la sèrie de televisió de la BBC de 2010 Sherlock, titulat Estudi en rosa, amb Benedict Cumberbatch com a Sherlock Holmes del segle XXI i Martin Freeman com a doctor Watson. L'adaptació conserva molts elements individuals de la història, com ara el gargot "RACHE", les dues pastilles i l'aneurisma potencialment fatal de l'assassí (tot i que es troba al cervell i no a l'aorta). No obstant això, s'omet el conjunt de la història de fons i la motivació de l'assassí és completament diferent. També compta amb la presència de Moriarty. A més, la trobada de Holmes i Watson s'adapta a la configuració victoriana a l'especial "The Abominable Bride".
El 2010, Estudi en escarlata va ser adaptada per a l'escenari per William Amos Jr i Margaret Walther.
El 2014, Estudi en escarlata va ser adaptat de nou per a l'escenari per Greg Freeman, Lila Whelan i Annabelle Brown en una adaptació per a Teatre Tacit. La producció es va estrenar a Southwark Playhouse a Londres el març de 2014.
"The Deductionist", un episodi de Elementary, conté molts elements del cas de Hope, inclosa la motivació de la venjança. La història va ser adaptada més estretament a l'episodi de la temporada 4, "Estudi a Charlotte".
"The First Adventure", el primer episodi de la sèrie de titelles Sherlock Holmes de la NHK (2014), es basa vagament en Estudi en escarlata i "L'aventura dels sis Napoleons". Holmes, Watson i Lestrade són alumnes d'un internat fictici anomenat Beeton School. Descobren que un alumne anomenat Jefferson Hope s'ha venjat de Enoch Drebber i Joseph Stangerson per haver-li robat el rellotge. "Scarlet Story", la melodia temàtica inaugural de la sèrie, rep el nom de la novel·la [20] i el nom de "Beeton School" està inspirat parcialment en el Beeton's Christmas Annual, la revista on la novel·la va ser publicada per primera vegada.
Estudi en escarlata va ser il·lustrat per Seymour Moskowitz al còmic Classics Illustrated el 1953. També va ser adaptat en forma de novel·la gràfica per Innovation Publishing el 1989 (adaptat per James Stenstrum i il·lustrat per Noly Panaligan) i per Sterling Publishing el 2010 (adaptat per Ian Edginton i il·lustrat per INJ Culbard).

## Retrat del mormonisme
Segons un article periodístic de Salt Lake City, quan van preguntar a Conan Doyle sobre la seva descripció de l'organització dels Sants dels Darrers Dies com una banda que tendia al segrest, l'assassinat i l'esclavitud, va dir: «Tot el que vaig dir sobre la Danite Band i els assassinats és històric, així que no puc retirar-ho, tot i que és probable que en una obra de ficció s'expliqui de manera més horrible que en una obra històrica. El millor és deixar que la matèria descansi». La filla de Conan Doyle va dir: «Sabeu, el pare seria el primer a admetre que la seva primera novel·la de Sherlock Holmes estava plena d'errors sobre els mormons». Els historiadors especulen que «Conan Doyle, un lector voraç, hauria tingut accés a llibres de Fannie Stenhouse, William A. Hickman, William Jarman, John Hyde i Ann Eliza Young, entre d'altres», a l'hora d'explicar la perspectiva inicial de l'autor sobre el mormonisme.
Anys després de la mort de Conan Doyle, Levi Edgar Young, descendent de Brigham Young i una autoritat general mormona, va dir que Conan Doyle havia demanat disculpes en privat, dient que «[Conan Doyle] va dir que havia estat enganyat pels escrits del moment sobre l'Església» i havia «escrit un llibre injuriós sobre els mormons».
L'agost de 2011, el consell escolar del comtat d'Albemarle, a Virgínia, va retirar Estudi en escarlata de la llista de lectura obligatòria del districte de sisè curs, després de les queixes d'estudiants i pares que el llibre era despectiu vers els mormons.